# 2-氰基-3-(4-甲基苯基)丙烯酸甲酯
2-氰基-3-(4-甲基苯基)丙烯酸甲酯是一种有机化合物，化学式为C12H11NO2。它可由氰乙酸甲酯和4-甲基苯甲醛的Knoevenagel缩合反应制得。在金雞納碱衍生的硫脲催化下，它和过氧化叔丁醇在−20 °C反应，得到环氧化物（2-氰基-3-(4-甲基苯基)环氧丙酸甲酯）。